# Giải đua ô tô Công thức 1 Malaysia
 Giải đua ô tô Công thức 1 Malaysia là một trong nhiều giải thuộc giải đua xe Công thức 1 vô địch thế giới diễn ra hàng năm. Các đội đua sẽ thi đấu trên đường đua Quốc tế Sepang tại Sepang, Malaysia.

## Các thông số kỹ thuật của đường đua
- Tham dự giải Công thức 1 từ: 1999

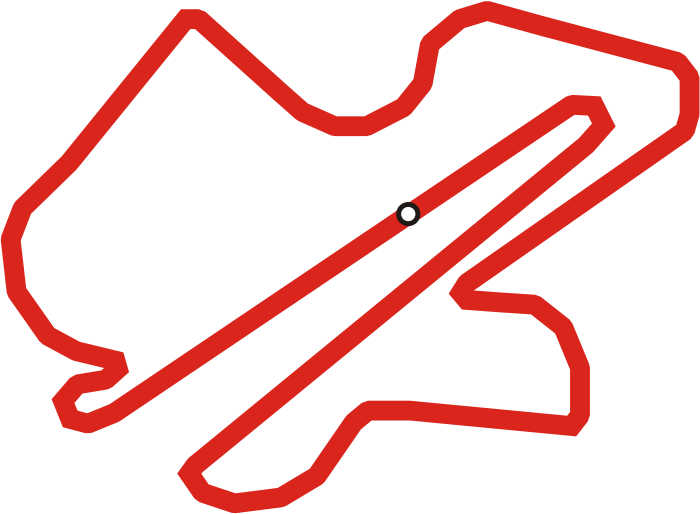
Đường đua Quốc tế Sepang

- Số lần tham dự giải Công thức 1: 13
- Chiều dài một vòng đua: 5,543 km
- Số vòng đua: 56
- Tốc độ tối đa: 330 km/h
- Sức chứa tối đa: 130.000 người
- Kỷ lục chạy một vòng nhanh nhất: 1 phút 34,223 giây của Juan Pablo Montoya (Williams F1) năm 2004

## Danh sách cá nhân và đội đua vô địch
| Năm  | Cá nhân vô địch        | Đội đua vô địch    | Chi tiết |
| ---- | ---------------------- | ------------------ | -------- |
| 1999 | Eddie Irvine           | Ferrari F1         |          |
| 2000 | Michael Schumacher     | Ferrari F1         |          |
| 2001 | Michael Schumacher (2) | Ferrari F1         |          |
| 2002 | Ralf Schumacher        | Williams F1        |          |
| 2003 | Kimi Räikkönen         | McLaren F1         |          |
| 2004 | Michael Schumacher (3) | Ferrari F1         |          |
| 2005 | Fernando Alonso        | Renault F1         |          |
| 2006 | Giancarlo Fisichella   | Renault F1         | chi tiết |
| 2007 | Fernando Alonso (2)    | McLaren–Mercedes   | chi tiết |
| 2008 | Kimi Räikkönen (2)     | Ferrari F1         | chi tiết |
| 2009 | Jenson Button          | Brawn–Mercedes     |          |
| 2010 | Sebastian Vettel       | Red Bull–Renault   |          |
| 2011 | Sebastian Vettel (2)   | Red Bull–Renault   | chi tiết |
| 2012 | Fernando Alonso (3)    | Ferrari F1         |          |
| 2013 | Sebastian Vettel (3)   | Red Bull–Renault   | chi tiết |
| 2014 | Lewis Hamilton         | Mercedes           | chi tiết |
| 2015 | Sebastian Vettel (4)   | Ferrari            | chi tiết |
| 2016 | Daniel Ricciardo       | Red Bull–TAG Heuer | chi tiết |
| 2017 | Max Verstappen         | Red Bull–TAG Heuer | chi tiết |